# Puréparo de Echaíz
Puréparo de Echaíz är en ort i Mexiko.   Den ligger i kommunen Purépero och delstaten Michoacán de Ocampo, i den centrala delen av landet, 300 km väster om huvudstaden Mexico City. Puréparo de Echaíz ligger 2 022 meter över havet och antalet invånare är 14 267.
Terrängen runt Puréparo de Echaíz är kuperad. Runt Puréparo de Echaíz är det ganska tätbefolkat, med 179 invånare per kvadratkilometer. Puréparo de Echaíz är det största samhället i trakten. I omgivningarna runt Puréparo de Echaíz växer huvudsakligen savannskog.